# 舊村站 (聖彼得堡地鐵)
舊村站（羅馬化：Staraya Derevnya）是聖彼得堡地鐵伏龍芝－海濱線的一個車站，1999年1月14日啟用。